# Sagen- und Märchenstraße Mecklenburg-Vorpommern
Die Sagen- und Märchenstraße Mecklenburg-Vorpommern ist eine seit 2008 im Aufbau befindliche Ferienstraße in Mecklenburg-Vorpommern mit kultur- und regionalgeschichtlicher Thematik.
Ziel des Projektes, das unter anderem von der in Schwerin ansässigen Petermännchen Kulturfördergesellschaft des alten Brauchtums und dem Tourismusverband Mecklenburg-Vorpommern getragen wird, ist die touristische Erschließung und Vermarktung von Städten, Gemeinden und Landkreisen in Mecklenburg-Vorpommern unter einer kinder- und familienbezogenen thematischen Ausrichtung. Von drei geplanten Routen – im Bereich Mecklenburg-Schwerin, entlang der Ostseeküste sowie in der Region Mecklenburgische Seenplatte und Vorpommern – ist ein Abschnitt mit 20 Orten und etwa 500 Kilometern Länge in Westmecklenburg im Juli 2008 eröffnet worden.
Zur Umsetzung werden in den beteiligten Gemeinden Einrichtungen wie Museen, Burgen und Schlösser, in denen regionale Sagen, Märchen, Lieder und Bräuche dokumentiert sind, mit einem gemeinsamen Emblem entsprechend ausgewiesen. Ebenso werden themenbezogene Veranstaltungen organisiert und bereits etablierte Veranstaltungen entsprechend mit einbezogen, darüber hinaus ist die Veröffentlichung von Sagen- und Märchensammlungen in Buchform und anderem Informationsmaterial geplant. Die vorgesehenen Routen können sowohl im Individualverkehr per Pkw oder per Fahrrad als auch mit öffentlichen Verkehrsmitteln wie der Bahn zurückgelegt werden. Die beteiligten Gemeinden werden durch ein Schild am Ortseingang entsprechend gekennzeichnet.
Das Projekt beruht in wesentlichen Teilen auf den Aufzeichnungen des mecklenburgischen Volkskundlers Richard Wossidlo vom Ende des 19. und dem Anfang des 20. Jahrhunderts.